# Heliotropium brachygyne
Heliotropium brachygyne är en strävbladig växtart som beskrevs av George Bentham. Heliotropium brachygyne ingår i Heliotropsläktet som ingår i familjen strävbladiga växter. Inga underarter finns listade i Catalogue of Life.